# José Roig Armengote
Pour les articles homonymes, voir Roig.
Roig  Armengote est un nom espagnol. Le premier nom de famille, en général paternel, est Roig ; le second, en général maternel, souvent omis, est Armengote.
José Roig Armengote, né à Castelló de la Plana le 26 décembre 1880 et mort le 1er août 1941 à Ivry-sur-Seine (Val-de-Marne), est un républicain espagnol engagé dans la résistance française.

## Biographie
Originaire de la Province de Castellón, José Roig s'installe durant la guerre d'Espagne dans la région parisienne où il participe aux actions de la Croix-Rouge et est membre de la Grande Loge de France.
Il crée une usine de textile à Dourdan (au 13 rue de l’Abreuvoir) et vit à Paris, rue Montorgueil.
Engagé dans la résistance française pendant la Seconde Guerre mondiale, il cache notamment à son domicile des aviateurs alliés qu'il parvient à faire passer en zone libre. Dénoncé, il est arrêté par les nazis et condamné à mort.
Il est fusillé le 1er août 1941 au Fort d'Ivry par les autorités allemandes qui affichent une pancarte sur les murs de Paris indiquant : «Le nommé ROIG José DE PARIS a été condamné à mort pour AIDE A L’ENNEMI par recrutement en faveur de l’armée de l’ex GÉNÉRAL DE GAULLE. Il a été fusillé aujourd’hui. Paris, le 1er aout 1941. LE TRIBUNAL MILITAIRE».

## Postérité
- D'abord enterré au cimetière parisien d'Ivry, dans le carré des fusillés, il est réinhumé au cimetière de Bagneux en 1945.

- Un square a été nommé en sa mémoire à Meudon (Hauts-de-Seine)[7].
- En juillet 2022, le Conseil de Paris vote pour l'apposition d'une plaque en sa mémoire située rue Montorgueil[8].